# Francesco Campora
Francesco Campora (Rivarolo Ligure, 16 gennaio 1693 – Genova, 19 dicembre 1763) è stato un pittore italiano del tardo periodo Barocco, attivo soprattutto nella sua città natale.

## Biografia
Fu inizialmente allievo a Genova di Giovanni Palmieri e in seguito di Domenico Parodi: intorno a vent'anni si trasferì a Napoli dove proseguì la sua formazione nello studio di Francesco Solimena. Tornò quindi dopo alcuni anni a Genova.
La maggior parte dei suoi lavori sono a carattere religioso, tra questi Gesù dà le chiavi a Pietro, nella chiesa di Santa Maria delle Grazie a Genova; Sbarco delle ceneri del Battista per l'oratorio del Santo Cristo a Sestri Ponente; La Vergine con i santi Nicola ed Erasmo nella chiesa di Sant'Erasmo a Voltri; San Michele e san Francesco di Sales per il santuario di San Francesco da Paola, Genova; Riposo in Egitto per la chiesa di San Francesco d'Albaro; Santi Rocco e Isidoro per la chiesa dell'Assunta a Rivarolo Ligure, Sposalizio della Vergine per la basilica di San Siro e una pala d'altare raffigurante San Giovanni Battista e altri santi per la cattedrale di Sarzana (La Spezia).
A Francesco Campora sono state attribuite le due pale d'altare conservate nella Concattedrale di Bitonto, La Vergine col Bambino fra i Santi Agostino e Tommaso d'Aquino e La Vergine col Bambino fra i Santi Pietro e Paolo. Dell'artista ligure, presso il Museo Diocesano di Bitonto, è possibile ammirare la tela raffigurante San Nicola riceve la stola. Il dipinto riporta, in basso a destra, un cartiglio con la sua firma F. CAMPORA/ GENOVESE/ PI.T.
È stato membro dell'Accademia ligustica di belle arti, fondata nel 1751.